# Acropogon
Acropogon é um género botânico pertencente à família Malvaceae.
É endêmico de Nova Caledónia.

## Espécies
- Acropogon aoupiniensis
- Acropogon bullatus
- Acropogon domatifer
- Acropogon fatsioides
- Acropogon megaphyllus
- Acropogon veillonii
- «Lista completa»